# Rourea cuspidata
Rourea cuspidata är en tvåhjärtbladig växtart som beskrevs av George Bentham och John Gilbert Baker. Rourea cuspidata ingår i släktet Rourea och familjen Connaraceae.

## Underarter
Arten delas in i följande underarter:
- R. c. densiflora
- R. c. multijuga
- R. c. pedicellata